# Christina Oiticica
Christina Oiticica (Rio de Janeiro, 23 de novembro de 1951) é uma artista plástica brasileira. É conhecida pela utilização de uma exótica técnica neoconcretista que relembra a land art e também a ecoarte, uma técnica que permite que os elementos da natureza ajam sobre suas obras. É casada com o letrista e romancista brasileiro Paulo Coelho.

## Biografia
Oiticica, "filha" dos movimentos artísticos experimentais da década de 1970 nascidos no Rio de Janeiro, sua cidade natal, tem levado seus quadros para os quatro cantos do mundo.
Christina Oiticica idealizou a combinação da land art – que utiliza como suporte a natureza como matéria - com a pintura nos Pireneus franceses quando, com uma tela de aproximadamente 10 metros de largura, decidiu pintar ao ar livre, em meio à natureza, ao observar que não contava com um espaço fechado no qual pudesse criar sobre uma superficial de tal tamanho. Uma vez finalizada a obra, a artista a deixou-a secar ali mesmo. No dia seguinte, ao buscá-la, descobriu que o pó, a terra, as folhas e alguns insetos haviam sido integrados à tela. "Sem ter premeditado nada, a natureza havia dado seu toque único sobre a pintura".
A artista começou esta técnica pintando nas florestas, vales e montanhas dos Pirenéus, na França, o resultado deste trabalho virou o livro "As Quatro Estações". Logo em seguida, entre 2004 e 2005 ela enterrou várias telas na floresta Amazônica (Brasil) e esperou um ano para desenterrá-las. A floresta úmida e equatorial deixou suas marcas indeléveis nos quadros. Ainda em 2005 levou a sua obra até ao Vale Sagrado de Ganeshpuri, na Índia.
Entre 2006 e 2008, Oiticica elegeu o Caminho de Santiago, lugar sagrado e simbólico que recebe peregrinos do mundo todo, como seu ateliê. A artista compôs suas telas em diferentes locais do Caminho: usando o relevo de pedras, a intervenção da chuva, da neve, a cor da terra, pigmentos naturais e cera. Uma vez compostas, elas foram "plantadas" na terra e recuperadas meses depois.
Geralmente Oiticica deixa as suas telas na terra pelo período de 9 meses (o ciclo de uma gestação) ou por 1 ano (ciclo das 4 estações).

## Exposições
Em vinte anos de carreira artística, as obras de Christina Oiticica já foram exibidas em mais de sessenta galerias em doze países. Entre as principais exposições se destacam:
- Carrousel du Louvre – Paris, França
- Britto Central – Miami, Estados Unidos da América
- Festival Art Masters – St Moritz, Suíça
- Infr'action – Festival de Séte, França
- Galeria BACI – Washington, Estados Unidos
- Luis Vuitton – São Paulo, Rio de Janeiro, Brasil
- 4a Exposición Visual de Fotografías – Bienal de Liège, Bélgica
- Galería Mestnua – Ljubljana, Eslovênia
- 48° Salão de Arte Contemporânea de Montrouge, França
- Museo Nacional de Bellas Artes – Río de Janeiro, Brasil
- Casa de Oscar Wilde – Dublin, Irlanda